# Autoroute A13 (Portugal)
Pour les articles homonymes, voir A13.
L'autoroute portugaise A13 est actuellement divisée en 2 parties:
- La première partie relie les autoroutes  et , près de Marateca, à Almeirim, sur une longueur de 79 km.
- La seconde partie relie actuellement l' , près de Atalaia, à Coimbra, sur une longueur de 84 km.

Le tronçon reliant Tomar à Almalaguês a été mis en service en 2012 et 2013 et sa prolongation au nord d'Almalaguês jusqu'à Coimbra a été conclue en avril 2014.
Un projet de 43 km permettant de relier les 2 parties mises en service est actuellement à l'étude.
La longueur finale de l'A13 sera alors de 225 km.

## Péage
Cette autoroute est payante (concessionnaire: Brisa). Un trajet Almeirim-Marateca pour un véhicule léger coute 6€75.
Depuis le 1er novembre 2011, le tronçon Atalaia - Tomar n'est plus libre de péage (à la suite de la politique du gouvernement de supprimer les SCUT). Le péage est assuré par des portiques automatiques en flux libre (free-flow) et coute 0€80.
Le dernier tronçon mis en service reliant Tomar à Coimbra est également payant et assuré par des portiques automatiques.

## État des tronçons
| Tronçon                                            | État (2013)                                                                                    | km   |
| -------------------------------------------------- | ---------------------------------------------------------------------------------------------- | ---- |
| Marateca ( / ) - Santo Estêvão                     | En service (04/2002)                                                                           | 32   |
| Santo Estêvão - Almeirim                           | En service (02/2005)                                                                           | 47   |
| Almeirim - Atalaia ()                              | Adjudication du projet repoussée pour cause de crise économique (Concession: Ribatejo)         | 43,6 |
| Atalaia () - Tomar-Sud                             | En service (11/2006)                                                                           | 9,5  |
| Tomar-Sud - Tomar-Nord ( IC 9 )                    | En service (2001) (mise aux normes autoroutières: 03/2013) (Concession: Pinhal Interior)       | 7,2  |
| Tomar-Nord ( IC 9 ) - Alviobeira                   | En service (04/2006) (mise aux normes autoroutières: 12/2012) (Concession: Pinhal Interior)    | 6,3  |
| Alviobeira - Alvaiázere                            | En service (12/2012) (Concession: Pinhal Interior)                                             | 24,3 |
| Alvaiázere - Penela                                | En service (02/2013) (Concession: Pinhal Interior)                                             | 14   |
| Penela - Almalaguês ()                             | En service (12/2012) (Concession: Pinhal Interior)                                             | 16   |
| Almalaguês ()- Coimbra-Sud (Ceira)                 | En service (04/2014) (Concession: Pinhal Interior)                                             | 7    |
| Coimbra-Sud (Ceira) - Coimbra-Nord ( IC 2 future ) | Adjudication du projet repoussée pour cause de crise économique (Concession : Pinhal Interior) | 18   |

## Trafic
| Section                        | Trafic en 2010 (véhicules/jour) |
| ------------------------------ | ------------------------------- |
| Marateca ( / ) - Pegões        | 5935                            |
| Pegões - Santo Estêvão         | 6012                            |
| Santo Estêvão -                | 6252                            |
| - Salvaterra de Magos          | 4784                            |
| Salvaterra de Magos - Almeirim | 4764                            |

## Capacité
| Section              | Capacité | Longueur |
| -------------------- | -------- | -------- |
| Marateca - Almeirim  |          | 79 km    |
| Atalaia - Almalaguês |          | 77 km    |

## Itinéraire

Carte de l'A13

| Sorties                                  | Villes                                                |
| ---------------------------------------- | ----------------------------------------------------- |
| 01                                       | Évora Lisbonne Algarve                                |
| 02                                       | Pegões                                                |
| Aire de service de Montijo (km 16)       |                                                       |
| 03                                       | Santo Estêvão                                         |
| 04                                       | Carregado                                             |
| 05                                       | Salvaterra de Magos                                   |
| Aire de service de Salvaterra (km 60)    |                                                       |
| Péage de Almeirim                        |                                                       |
| 06                                       | Santarém IC 10 Almeirim                               |
| (En projet)                              | Almeirim - Atalaia () (43,6km)                        |
| 14                                       | Entroncamento IC 3 Torres Novas Abrantes              |
| Portique de péage de Atalaia - € 0,05    |                                                       |
| 15                                       | Atalaia                                               |
| Portique de péage de Asseiceira - € 0,35 |                                                       |
| 16                                       | Asseiceira                                            |
| Portique de péage de Santa Cita - € 0,40 |                                                       |
| 17                                       | Tomar-Sud                                             |
| Portique de péage - € 0,50               |                                                       |
| 18                                       | Tomar-Est                                             |
| Portique de péage - € 0,25               |                                                       |
| 19                                       | Tomar-Nord - Ourém IC 9                               |
| Portique de péage - € 0,60               |                                                       |
| 20                                       | Alviobeira Ferreira do Zêzere N 238                   |
| Portique de péage - € 0,55               |                                                       |
| 21                                       | Pias Ferreira do Zêzere                               |
| Portique de péage - € 0,80               |                                                       |
| 22                                       | Cabaços                                               |
| Portique de péage - € 0,50               |                                                       |
| 23                                       | Alvaiázere                                            |
| Aire de service de Alvaiázere (167 km)   |                                                       |
| Portique de péage - € 0,90               |                                                       |
| 24                                       | Ansião - Pombal IC 8 Figueiró dos Vinhos - Sertã IC 8 |
| Portique de péage - € 1,00               |                                                       |
| 25                                       | Penela N 347 Castanheira de Pêra N 347                |
| Portique de péage - € 0,65               |                                                       |
| 26                                       | Miranda do Corvo - Lousã N 342                        |
| Portique de péage - € 0,40               |                                                       |
| 27                                       | Almalaguês - Condeixa-a-Nova ()                       |
| 28                                       | Ceira Coimbra-Sud                                     |
| (En projet) Tunnel des Barbados (500m)   |                                                       |
| (En projet)                              | Coimbra-Nord                                          |
| (En projet)                              | Brasfemes                                             |
| (En projet) Aire de service (km)         |                                                       |
| (En projet)                              | Souselas IP3                                          |
| (En projet)                              | Mealhada IC 2 (future / )                             |
| (En projet)                              | Pampilhosa                                            |